# Lordotus hurdi
Lordotus hurdi är en tvåvingeart som beskrevs av Hall 1957. Lordotus hurdi ingår i släktet Lordotus och familjen svävflugor.
Artens utbredningsområde är Kalifornien. Inga underarter finns listade i Catalogue of Life.